# Kappa Librae
Désignations
Kappa Librae (κ Librae / κ Lib) est une probable étoile binaire de la constellation zodiacale de la Balance, située à 0,02° au sud de l'écliptique. Elle est visible à l'œil nu et sa magnitude apparente est de 4,72. D'après la mesure de sa parallaxe annuelle par le satellite Gaia, le système est distant d'environ 93 pc (∼303 al) de la Terre.
Kappa Librae montre une accélération dans son mouvement propre relevé par le satellite Hipparcos, ce qui indique qu'elle est très probablement une binaire astrométrique. La composante visible est une étoile géante rouge évoluée de type spectral M0-IIIb. C'est une variable suspectée dont la magnitude varie entre 4,70 et 4,75. Son rayon est environ 43 fois plus grand que le rayon solaire et elle est 388 fois plus lumineuse que le Soleil. Sa température de surface est de 3 926 K.